# Morologie
Das Wort Morologie (altgriechisch μωρολογία morología, zusammengesetzt aus μωρία moría ‚Torheit‘ und λόγος lógos ‚Wort‘, ‚Rede‘, ‚Lehre‘) ist im Epheserbrief (5,4) überliefert und wird dort meist mit ‚Unsinnreden‘ oder ‚albernes Geschwätz‘ übersetzt.
Ansonsten kann es als Scherzwort gelten, das sich am besten mit ‚Wissenschaft von der Dummheit‘ oder ‚Lehre von der Dummheit‘ übersetzen lässt.
Die beiden unterschiedlichen Übersetzungsmöglichkeiten resultieren aus der Vielseitigkeit des griechischen Wortes λόγος, das sowohl das einzelne gesprochene, geschriebene oder gedachte Wort bedeuten kann als auch das gesamte Gedankengebilde, das erst durch Sprache möglich wird, also die Lehre oder Wissenschaft von etwas. Im Lateinischen der Frühen Neuzeit wird morologia zuweilen als Gräzismus für eine ‚dumme Rede‘ oder Lehre gebraucht.
Moriae encomium, zu deutsch: Lob der Torheit (oder Lob der Narrheit) – eine Satire des niederländischen Humanisten Erasmus von Rotterdam – ist wohl die bekannteste Abhandlung, die sich mit dem Phänomen der Dummheit auseinandersetzt. Erasmus schrieb sein Werk 1509 während eines Aufenthaltes bei seinem Freund Thomas Morus in England. Bereits Jahre zuvor adaptierte Erasmus im Jahr 1506 Texte des hellenistischen Satirikers Lukian von Samosata (120–180) (der später auch der Voltaire der Antike genannt wurde) und gab sie – gemeinsam mit Thomas Morus – als Werksammlung Luciani opuscula heraus.
Das in lateinischer Sprache als ironische Lehrrede verfasste Lob der Torheit wurde erstmals durch Jehan Petit und Gilles de Gourmont 1511 in Paris, und kurz danach im August 1511 durch Matthias Schürer in Straßburg gedruckt. In einer Neuauflage wurde es 1515 durch Johann Froben in Basel herausgebracht und dazu mit 83 Handzeichnungen des Malers Hans Holbein d. J. illustriert. Es wurde eines der meistgelesenen Bücher der Weltliteratur. Erasmus widmete das Werk seinem Freund Thomas Morus.
Bekannt ist auch die spätere, 1614 verfasste Confutatio morologiae Gilberti Primerossi (‚Widerlegung der Morologie des Gilbert Primrose‘) des Juristen Jean Malvin gegen den schottischen Priester Gilbert Primrose (ca. 1580–1641), der der protestantischen Gemeinde von Bordeaux vorstand.
Siehe auch: Witzelsucht, Albernheit